# SF Grei
Sportsforeningen Grei, kurz SF Grei, ist ein norwegischer Multisportverein im Osloer Stadtteil Grorud. Der Verein wurde 1919 gegründet. Die rund 1.000 Mitglieder verteilen sich auf die Sportarten Fußball (ca. 800) sowie Floorball/Unihockey (ca. 200).

## Floorball
Die erste Damenmannschaft der Floorball-Abteilung spielt in der höchsten Liga des Landes, der Eliteserien, und wurde dort in der Saison 2024/25 Sieger der Hauptrunde, verlor das Superfinal jedoch mit 1:2 gegen den Titelverteidiger Tunet IBK. Die zweite Damenmannschaft tritt in der zweitklassigen 1. divisjon an, die Herren in der 2. divisjon (dritthöchste Spielklasse).
Im August 2025 nimmt die Damenmannschaft erstmals am Floorball-Europapokal, dem in Prag ausgetragegenen EuroFloorball Cup 2025, teil.

## Fußball
Neben der Floorballabteilung gibt es auch eine Fußballabteilung, deren Damenmannschaft in der 2. divisjon (dritthöchste Liga) spielt.

## Erfolge

### Damen (Floorball)
- Meister (2): 2022, 2023